# Kallima salentia
Kallima salentia är en fjärilsart som beskrevs av Carl Heinrich Hopffer 1874. Kallima salentia ingår i släktet Kallima och familjen praktfjärilar. Inga underarter finns listade i Catalogue of Life.